# Az Oregon State Beavers férfi kosárlabdacsapata
Az Oregon State Beavers férfi kosárlabdacsapata a West Coast Conference tagjaként az NCAA I-es divíziójában képviseli az Oregoni Állami Egyetemet. Hazai létesítményük a Gill Amfiteátrum.
Tizennégy konferenciabajnokságot nyertek és tizennyolcszor jutottak ki az NCAA tornájára (hármat utólag érvénytelenítettek); kétszer a legjobb négy közé jutottak. Vezeti az NCAA ugyanazon ellenfél ellen játszott mérkőzések számát: 362-szer játszottak az Oregon Ducks ellen, melyből 195-öt megnyertek.

## Története
Az 1980–81-es volt az egyik legjobb szezonjuk; a „narancs expressz” néven elhíresült csapat vezetőedzője Ralph Miller, legjelentősebb játékosa pedig az egyetemen utolsó évét töltő Steve Johnson volt. Az NCAA-bajnokság előtt a rangsorok második helyén álltak, és nyolc héten át vezették az AP és a Coaches értékeléseket is. Az NCAA-torna első körében automatikusan továbbjutottak, de a másodikban kikaptak a Kansas State Wildcatstől. A szezon végén Millert a UPI és az AP is az év edzőjének választotta, Johnson pedig elnyerte az All-America elismerést. A következő években szerezték 24 egymás utáni legjobb győzelmüket.
Az NCAA vizsgálata szerint 1979 és 1983 között több játékos is jogosulatlan kompenzációban részesült, ezért az 1980-as, 1981-es és 1982-es bajnokságok eredményét érvénytelenítették.

### Vezetőedzők
Slats Gill és Ralph Miller a Naismith Memorial Basketball Hall of Fame tagja. A 2008 és 2014 között alkalmazott Robinson Michelle Obama fivére. A pozíciót legtovább Slats Gill töltötte be; a csapat 36 szezonja alatt 599-szer győzött.
| Név                         | Év(ek)    | Eredmény | Arány |
| --------------------------- | --------- | -------- | ----- |
| J. B. Patterson             | 1902      | 1–2      | .333  |
| J. W. Viggers               | 1903      | 5–1      | .833  |
| W. O. Trine                 | 1904–1907 | 19–7     | .848  |
| Roy Heater                  | 1908      | 7–4      | .636  |
| E. D. Angell                | 1909–1910 | 19–8     | .710  |
| Clifford Reed               | 1911      | 3–5      | .375  |
| E. J. Stewart               | 1912–1916 | 67–33    | .670  |
| Everett May                 | 1917      | 11–7     | .611  |
| Howard Ray                  | 1918      | 15–0     | 1.000 |
| Homer Woodson Hargiss       | 1919–1920 | 10–25    | .286  |
| Red Rutherford              | 1921–1922 | 27–19    | .587  |
| Bob Hager                   | 1923–1928 | 115–53   | .685  |
| Slats Gill                  | 1929–1964 | 599–302  | .604  |
| Paul Valenti                | 1965–1970 | 91–82    | .526  |
| Ralph Miller                | 1971–1989 | 395–186  | .659  |
| Jimmy Anderson              | 1990–1995 | 79–90    | .467  |
| Eddie Payne                 | 1996–2000 | 52–88    | .371  |
| Ritchie McKay               | 2001–2002 | 22–37    | .372  |
| Jay John                    | 2003–2008 | 72–97    | .426  |
| Kevin Mouton (ideiglenesen) | 2008      | 0–13     | .000  |
| Craig Robinson              | 2008–2014 | 93–104   | .469  |
| Wayne Tinkle                | 2014–     | 140–177  | .442  |

## Konferenciatagságok
- Független (1901–1908, 1959–1964)
- Northwest Conference (1908–1915)
- Pacific Coast Conference (1915–1959)
- Pac-12 Conference (1964–2024)
- West Coast Conference (2024–)

## Rájátszás

### NCAA
Tizennyolc NCAA-bajnokságon vettek részt, összesített eredményük 15–21. Az 1980-as, 1981-es és 1982-es versenyek eredményét utólag érvénytelenítették, így hivatalos eredményük 13–16.
| Év   | Csoport | Kör                                                                 | Ellenfél                                                                                          | Eredmény                      |
| ---- | ------- | ------------------------------------------------------------------- | ------------------------------------------------------------------------------------------------- | ----------------------------- |
| 1947 | –       | Elite Eight Regionális 3. hely                                      | Oklahoma Sooners Wyoming Cowboys                                                                  | 55–46 63–46                   |
| 1949 | –       | Elite Eight Final Four Regionális 3. hely                           | Arkansas Razorbacks Oklahoma A&M Aggies Illinois Fighting Illini                                  | 56–38 30–55 53–57             |
| 1955 | –       | Round of 64 Sweet Sixteen Elite Eight                               | Automatikusan továbbjutott Seattle Redhawks San Francisco Dons                                    | – 83–71 56–57                 |
| 1962 | –       | Round of 25 Sweet Sixteen Elite Eight                               | Seattle Redhawks Pepperdine Waves UCLA Bruins                                                     | 69–65 69–67 69–88             |
| 1963 | –       | Round of 25 Sweet Sixteen Elite Eight Final Four Regionális 3. hely | Seattle Redhawks San Francisco Dons Arizona State Sun Devils Cincinnati Bearcats Duke Blue Devils | 70–66 65–31 83–65 46–80 63–85 |
| 1964 | –       | Round of 25                                                         | Seattle Redhawks                                                                                  | 57–61                         |
| 1966 | –       | Round of 22 Sweet Sixteen Elite Eight                               | Automatikusan továbbjutott Houston Cougars Utah Utes                                              | – 63–60 64–70                 |
| 1975 | –       | Round of 32 Sweet Sixteen Regionális 3. hely                        | Middle Tennessee Blue Raiders Indiana Hoosiers Central Michigan Chippewaves                       | 78–67 71–81 87–88             |
| 1980 | 2W      | Round of 48 Round of 32                                             | Automatikusan továbbjutott Lamar Cardinals                                                        | – 77–81                       |
| 1981 | 1W      | Round of 48 Round of 32                                             | Automatikusan továbbjutott Kansas State Wildcats                                                  | – 48–50                       |
| 1982 | 2W      | Round of 48 Round of 32 Sweet Sixteen Elite Eight                   | Automatikusan továbbjutott Pepperdine Waves Idaho Vandals Georgetown Hoyas                        | – 70–51 60–42 45–69           |
| 1984 | 6ME     | Round of 48                                                         | West Virginia Mountaineers                                                                        | 62–64                         |
| 1985 | 10S     | Round of 64                                                         | Notre Dame Fighting Irish                                                                         | 70–79                         |
| 1988 | 12S     | Round of 64                                                         | Louisville Cardinals                                                                              | 61–70                         |
| 1989 | 6W      | Round of 64                                                         | Evansville Purple Aces                                                                            | 90–94                         |
| 1990 | 5W      | Round of 64                                                         | Ball State Cardinals                                                                              | 53–54                         |
| 2016 | 7W      | Round of 64                                                         | VCU Rams                                                                                          | 67–75                         |
| 2021 | 12MW    | Round of 64 Round of 32 Sweet Sixteen Elite Eight                   | Tennessee Volunteers Oklahoma State Cowboys Loyola Ramblers Houston Cougars                       | 70–56 80–70 65–58 61–67       |

### NIT
A National Invitation Tournamentre négyszer jutottak ki; összesített eredményük 3–4.
| Év   | Kör                             | Ellenfél                                                   | Eredmény          |
| ---- | ------------------------------- | ---------------------------------------------------------- | ----------------- |
| 1979 | Első kör                        | Nevada Wolf Pack                                           | 61–62             |
| 1983 | Első kör Második döntő Elődöntő | Idaho Vandals New Orleans Privateers Fresno State Bulldogs | 77–59 88–71 67–76 |
| 1987 | Első kör Második kör            | New Mexico Lobos California Golden Bears                   | 85–82 62–65       |
| 2005 | Nyitókör                        | Cal State Fullerton Titans                                 | 83–85             |

### CBI
A College Basketball Invitationalre négyszer jutottak ki; a 2009-est megnyerték, összesített eredményük 7–4.
| Év   | Kör                                                         | Ellenfél                                                                  | Eredmény                            |
| ---- | ----------------------------------------------------------- | ------------------------------------------------------------------------- | ----------------------------------- |
| 2009 | Első kör Második kör Elődöntő Döntő (1) Döntő (2) Döntő (3) | Houston Cougars Vermont Catamounts Stanford Cardinal UTEP Miners          | 49–45 71–70 66–63 75–69 63–70 81–63 |
| 2010 | Első kör                                                    | Boston University Terriers                                                | 78–96                               |
| 2012 | Első kör Negyeddöntő Elődöntő                               | Western Illinois Leatherjackets TCU Horned Frogs Washington State Cougars | 80–59 101–81 55–72                  |
| 2014 | Első kör                                                    | Radford Highlanders                                                       | 92–96                               |

## Eredmény Pac-12 Conference-beli csapatokkal szemben
| Ellenfél                 | GY  | V   | %    |
| ------------------------ | --- | --- | ---- |
| Arizona Wildcats         | 23  | 72  | .242 |
| Arizona State Sun Devils | 45  | 55  | .450 |
| California Golden Bears  | 62  | 87  | .416 |
| Oregon Ducks             | 195 | 172 | .534 |
| Stanford Cardinal        | 73  | 73  | .500 |
| UCLA Bruins              | 38  | 100 | .275 |
| USC Trojans              | 64  | 73  | .467 |
| Utah Utes                | 17  | 20  | .459 |
| Washington Huskies       | 140 | 163 | .462 |
| Washington State Cougars | 176 | 132 | .570 |

## Riválisaik
Oregon Ducks
A Civil War keretében 362-szer játszottak, melyből a Beavers 195-öt megnyert.
Washington Huskies
A The Dog Fight keretében 310-szer játszottak.
Washington State Cougars
A The Land-Grant Rivalry keretében 308-szor játszottak, melyből a Beavers 176-ot megnyert.
Arizona Wildcats
A The Cat’s Meow az 1980-as években alakult ki Ralph Miller és Lute Olson csapatai között.

## NCAA-eredmények
Eredmények a 2015–16-os szezonig.
Egyéni
- Pontszerzés (Szezon)
  - 1. Steve Johnson, 74,6% (235/315; 1981)
  - 5. Steve Johnson, 71% (211/297; 1980)
- Pontszerzés (Összesen; minimum 400 és játékonként minimum 4)
  - 1. Steve Johnson, 67,8% (828/1222; 1976–81)
- Pontszerzés (Egy játék alatt, minimum 12)
  - 1. Steve Johnson, 100% (13/13; 1979. december 5.)
- Pontszerzés (Senior)
  - 1. Steve Johnson, 74,6% (235/315; 1981)
- Pontszerzés (Junior)
  - 5. Steve Johnson, 71% (211/297; 1980)
- Labdavisszaszerzés (Egy játék alatt)
  - 16. Swede Halbrook (36; 1955. február 15.)
- Passzok (Összesen)
  - 12. Gary Payton (939; 1987–90)
- Játékonkénti átlagos passz (Összesen, minimum 550)
  - 9. Gary Payton (7,82; 1987–90)
- Labdaelvétel (Összesen)
  - 25. Gary Payton (321; 1987–90)

Csapat
- Szabaddobások aránya (Minimum 30 egy játék alatt)
  - 16. (1990. december 19.)
- Labdaelvételek (Egy játék alatt)
  - 22. (1985. december 22.)
- Pontszerzés (Szezon)
  - 3. (56,4%; 1981)
  - 26. (54,4%; 1980)
- Összes győzelem (Minimum 25 év az I-es divízióban)
  - 26. (1797)
- Egy ellenfél elleni játékok száma
  - 1. Oregon Ducks (362)
  - 3. Washington Huskies (310)
  - 4. Washington State Cougars (308)
- Egy ellenfél elleni győzelmek száma
  - 2. Oregon Ducks (195)
  - 6. Washington State Cougars (176)

## Visszavonultatott mezszámok
| Szám | Név           | Évek      |
| ---- | ------------- | --------- |
| 20   | Gary Payton   | 1986–1990 |
| 21   | Mel Counts    | 1961–1964 |
| 25   | Ed Lewis      | 1930–1933 |
| 33   | Steve Johnson | 1976–1981 |
| 45   | A. C. Green   | 1981–1985 |

## Nevezetes játékosok
75-en nyerték el az All-Conference és 32-en az All-America elismerést; öten a Pacific-10 Conference év játékosa lettek, 42 személyt választottak ki valamely NBA-draftben és 24-en lettek valamely NBA-beli csapat tagja. Négyen részt vettek az olimpián. Kilencen összesen 13 NBA-címet nyertek.

### NBA
- A. C. Green
- Brent Barry
- Charlie Sitton
- Corey Benjamin
- Dave Gambee
- Drew Eubanks
- Eric Moreland
- Ethan Thompson
- Fred Boyd
- Gary Freeman
- Gary Payton
- Gary Payton II
- Jared Cunningham
- Jay Carty
- Jim Jarvis
- John Mandic
- José Ortiz
- Lester Conner
- Lonnie Shelton
- Loy Petersen
- Mark Radford
- Mel Counts
- Omari Johnson
- Ray Blume
- Red Rocha
- Rick Berry
- Scott Haskin
- Steve Johnson
- Swede Halbrook
- Vic Bartolome

### Nemzetközi liga
- Stevie Thompson, az izraeli első osztály játékosa[17]

## Fordítás
- Ez a szócikk részben vagy egészben  az   Oregon State Beavers men's basketball című angol Wikipédia-szócikk ezen változatának fordításán alapul.  Az eredeti cikk szerkesztőit annak laptörténete sorolja fel. Ez a jelzés csupán a megfogalmazás eredetét és a szerzői jogokat jelzi, nem szolgál a cikkben szereplő információk forrásmegjelöléseként.